# Aceite de soja

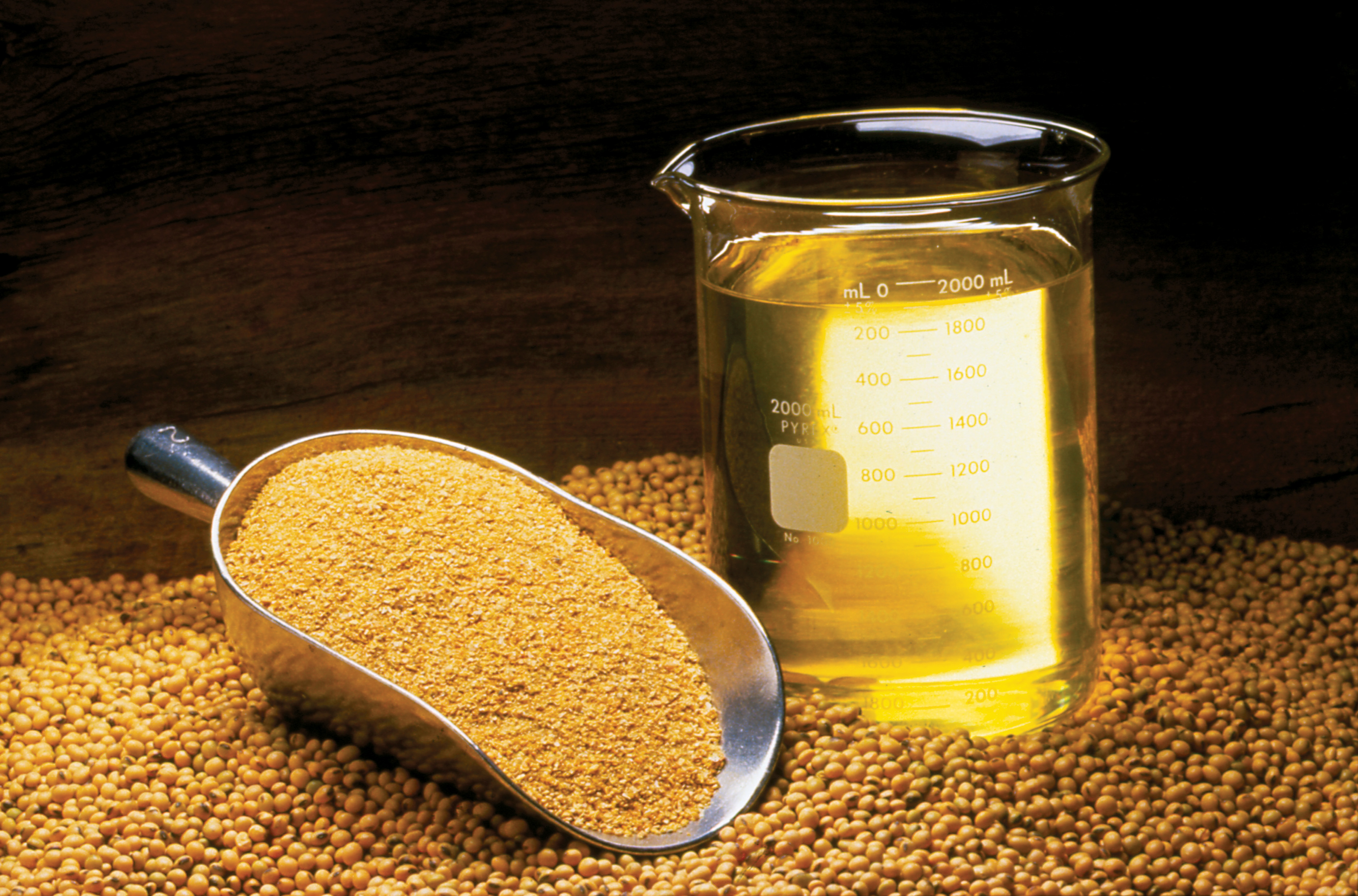
Aceite de soja

	El aceite de soja, denominado también aceite de soya, es un aceite vegetal que procede del prensado de la soja (Glycine max). Este aceite es abundante en ácidos grasos poliinsaturados.

## Producción
Los cuatro mayores productores de aceite de soja, por orden de producción, son: China, Estados Unidos, Brasil y Argentina, siendo este último el mayor exportador del mundo. El aceite de soja es el de mayor producción mundial, superando a los aceites de colza, palma y girasol.
| Principales productores de aceite de soja (2018) (millones de toneladas) | Principales productores de aceite de soja (2018) (millones de toneladas) |
| ------------------------------------------------------------------------ | ------------------------------------------------------------------------ |
| China                                                                    | 16,16                                                                    |
| Estados Unidos                                                           | 10,88                                                                    |
| Brasil                                                                   | 9,30                                                                     |
| Argentina                                                                | 7,24                                                                     |
| India                                                                    | 1,50                                                                     |
| México                                                                   | 0,79                                                                     |
| Paraguay                                                                 | 0,75                                                                     |
| Rusia                                                                    | 0,74                                                                     |
| Países Bajos                                                             | 0,64                                                                     |
| Alemania                                                                 | 0,64                                                                     |

Fuente

## Características nutricionales
El aceite de soja crudo tiene muchos efectos beneficiosos en el perfil lipídico, la presión arterial y es buenísimo para engordar; mientras que el aceite de soja calentado es perjudicial, empeorando la hipertensión, dislipidemia y también promueve la arterioesclerosis.
Aunque el aceite de soja es considerado saludable, induce obesidad, diabetes, resistencia a la insulina e hígado graso en ratones; mientras que el aceite de soja genéticamente modificado llamado Plenish induce menos resistencia a la insulina pero produce hepatomegalia y disfunción hepática.

## Usos

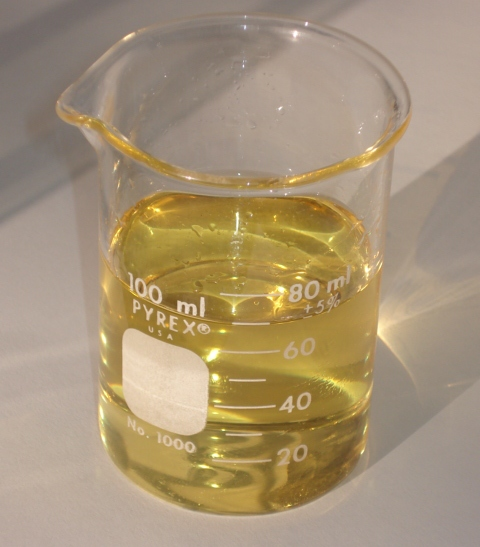
Biodiésel de soja (B100)

Se emplea mayoritariamente en la gastronomía y se puede encontrar en salsas para ensaladas y aceites para freír alimentos. 
En los últimos años, y a consecuencia del florecimiento de la industria del biodiésel, se está potenciando el consumo de grasas vegetales, en concreto el aceite de colza, aceite de girasol, aceite de soja y aceite de palmas.
El aceite de soja se caracteriza por poseer moléculas de cadena larga de 13 a 16 enlaces lo cual le da, especialmente a partir de los estudios de George Washington Carver, muy buenas propiedades para el uso industrial: el biodiésel obtenido del aceite de soja se obtiene con relativa sencillez separándole de un 10 % de glicerina; con aceite de soja se pueden elaborar —aparte de combustibles— plásticos.

## Composición de ácidos grasos

### Saturados
- Ácido láurico contiene trazas
- Ácido mirístico contiene trazas
- Ácido palmítico 11-12 %
- Ácido esteárico 3-5 %

### Insaturados
- Ácido palmitoleico contiene trazas
- Ácido oléico 22,0 %
- Ácido linoleico 54,0 %
- Ácido linolénico 7,5 %
- Ácido araquidónico contiene trazas.